# 2 Times Revolution
2 Times Revolution è il sesto album di Alborosie da solista, pubblicato il 21 giugno 2011.
Il disco contiene molte sfumature sonore: dalla moderna Respect (in collaborazione con Junior Reid) a La Revolucion in stile roots cantata quasi tutta in spagnolo, passando per Raggamuffin e il canto ritmato dalle percussioni di What if Jamaica. L'album è molto impegnato anche dal punto di vista sociale: International Drama tratta del patrimonio artistico italiano e delle difficoltà dei nostri antenati negli Stati Uniti d'America, mentre Tax War narra di povertà e libertà.
(Alborosie)

## Tracce
1. Rolling Like A Rock
2. Respect feat. Junior Reid
3. Who You Think You Are
4. La Revolucion
5. I Wanna Go Home
6. You Make Me Feel Good feat. Etana
7. International Drama feat. Giuseppe Tarantino (cantante)
8. Camilla
9. Tax War
10. Jesus Is Coming
11. Ragamuffin
12. Soul Train
13. Grow Your Dreads
14. Rude Bwoy Love feat Perfect Harmony
15. What If Jamaica